# Tarzan – człowiek małpa
Tarzan – człowiek małpa (Tarzan, the Ape Man) – amerykański film przygodowy z 1981. Film jest swobodną adaptacją powieści Edgara Rice’a Burroughsa Tarzan wśród małp. W odróżnieniu od pierwowzoru literackiego, historia ukazana jest z perspektywy Jane Parker.

## Treść
Jane Parker odwiedza ojca w Afryce, gdzie dołącza do jego wyprawy. Tam poznaje Tarzana, z którym nawiązuje romans. Kiedy ekspedycja zostaje schwytana przez dzikusów, na ratunek przybywa Tarzan.

## Obsada
- Miles O’Keeffe – Tarzan
- Bo Derek – Jane Parker
- Richard Harris – James Parker, ojciec Jane
- John Phillip Law – Harry Holt
- Steven Strong – Ivory King, przywódca plemienia
- Maxime Philoe - Riano
- Leonard Bailey - Feathers

## Nagrody[4]
Zdobyte:
- 1982: Złota Malina - Najgorsza aktorka: Bo Derek
- 1990: Złota Malina - Najgorsza aktorka dekady: Bo Derek

Nominacje: 
- Złota Malina - Najgorszy film
- Złota Malina - Najgorszy aktor: Richard Harris
- Złota Malina - Najgorszy reżyser: John Derek
- Złota Malina - Najgorszy scenariusz: Gary Goodard, Tom Rowe
- Złota Malina - Najgorszy debiut aktorski: Miles O’Keeffe